# Asperula trichodes
Asperula trichodes là một loài thực vật có hoa trong họ Thiến thảo. Loài này được J.Gay ex DC. mô tả khoa học đầu tiên năm 1830.